# Aleksander (Niemołowski)
Aleksander, imię świeckie Aleksandr Aleksiejewicz Niemołowski (ur. 18 sierpnia?/30 sierpnia 1875, 1876 lub 1880 w Gulsku, zm. 11 kwietnia 1960 w Brukseli) – rosyjski biskup prawosławny.

## Życiorys
Urodził się w rodzinie kapłana prawosławnego, proboszcza wiejskiej parafii w Gulsku, w guberni wołyńskiej. W 1901 po ukończeniu Petersburskiej Akademii Duchownej przyjął święcenia kapłańskie z rąk biskupa Sergiusza (Stragorodskiego) jako kapłan-celibatariusz. Został skierowany do pracy duszpasterskiej w parafiach na terenie Stanów Zjednoczonych w Filadelfii, następnie w Reading i w Jersey City. Na terenie USA redagował prawosławne czasopismo w języku ukraińskim zatytułowane Świt. Prowadził działalność misyjną wśród ukraińskich grekokatolików. W 1909 otrzymał godność protojereja. W tym samym roku Świątobliwy Synod Rządzący zaproponował mu objęcie katedry biskupiej. W związku z tym 6 listopada 1909 ks. Niemołowski złożył śluby zakonne, zachowując dotychczasowe imię. Dwa dni później otrzymał godność archimandryty. 15 listopada w Ławrze św. Aleksandra Newskiego w Petersburgu miała miejsce jego chirotonia na biskupa pomocniczego archieparchii amerykańskiej z tytułem biskupa Alaski, którą przeprowadził metropolita petersburski Antoni (Wadkowski). Od 6 lipca 1916 nosił tytuł biskupa Kanady.
W 1918 został locum tenens archieparchii amerykańskiej, gdy dotychczasowy jej zwierzchnik arcybiskup Eudokim przebywał na przedłużającym się Soborze Lokalnym Rosyjskiego Kościoła Prawosławnego. Ostatecznie hierarcha przyłączył się do ruchu Żywej Cerkwi i nie wrócił do Stanów Zjednoczonych. Wówczas II Wszechamerykański Sobór duchowieństwa i świeckich wybrał na nowego zwierzchnika biskupa Aleksandra. Uzyskał on 242 głosy z ogólnej liczby 268 oddanych i przyjął godność arcybiskupa Ameryki Północnej i Aleutów. Została ona w roku następnym potwierdzona przez patriarchę Tichona. Wcześniej, w 1918, biskup Aleksander odmówił wzięcia udziału w soborze założycielskim Ukraińskiego Kościoła Prawosławnego Kanady i objęcia w nim zwierzchnictwa, o co został poproszony ze względu na swoje ukraińskie pochodzenie. Uważał bowiem, że autonomiczny Kościół ukraiński szybko stałby się organizacją polityczną. Publicznie zaprzeczał również istnieniu narodu ukraińskiego.
W 1922 arcybiskup Aleksander zrezygnował z godności. Uważał się bowiem za niezdolnego do utrzymania jedności archieparchii wobec trwających w niej konfliktów etnicznych i rozszerzających się wpływów duchowieństwa związanego z Żywą Cerkwią. Przekazawszy tymczasowe sprawowanie urzędu arcybiskupowi Platonowi (Rożdiestwienskiemu), wyjechał wówczas do Konstantynopola, gdzie przebywał przez 7 lat. W 1928 zamieszkał w rosyjskim skicie św. Andrzeja na górze Athos. Na zaproszenie metropolity Eulogiusza (Gieorgijewskiego) udał się do Belgii, gdzie został proboszczem parafii św. Mikołaja w Brukseli. Wszedł tym samym w skład duchowieństwa Zachodnioeuropejskiego Egzarchatu Rosyjskiego Kościoła Prawosławnego. W sporach wewnątrz emigracji rosyjskiej poparł metropolitę Eulogiusza przeciwko Rosyjskiemu Kościołowi Prawosławnemu poza granicami Rosji. Po konflikcie między Eulogiuszem a tymczasowo pełniącym obowiązki zwierzchnika patriarchatu moskiewskiego metropolitą Sergiuszem (Stragorodskim) przeszedł razem z tym pierwszym w jurysdykcję Patriarchatu Konstantynopolitańskiego. 11 grudnia 1936 patriarcha Konstantynopola potwierdził jego nominację na biskupa brukselsko-belgijskiego.
Ze względu na swoją antyfaszystowską postawę został w 1940 aresztowany. Przed uwięzieniem uratowało go wstawiennictwo prawosławnego arcybiskupa berlińskiego i niemieckiego w ramach Rosyjskiego Kościoła Prawosławnego poza granicami Rosji, Niemca z pochodzenia, Serafina (Lade). Do końca wojny przebywał w Berlinie; odzyskał wolność po zdobyciu miasta przez Armię Czerwoną. Zdecydował się wówczas wrócić w jurysdykcję Rosyjskiego Kościoła Prawosławnego (to samo uczynił jego zwierzchnik, metropolita Eulogiusz). W 1946 odwiedził Moskwę, po czym został wyznaczony zwierzchnikiem eparchii berlińskiej i niemieckiej. Po dwóch latach wrócił na katedrę brukselsko-belgijską, już jako część patriarchatu moskiewskiego. W 1959 otrzymał godność metropolity. Zmarł w roku następnym w Brukseli.